# Проехидна
Проехидната (Zaglossus bruijni) е ендемит на територията на остров Нова Гвинея. Съществуват около 300 000 индивида (Червена книга от 2002).

## Общи сведения
Като част от разред Еднопроходни, проехидните имат една телесна кухина за външни отверстия на своите отделителни, храносмилателни и размножителни органи. Има много къса опашка в сравнение с дължината на тялото си (45-77,5 cm), но въпреки това опашката е по-дълга от тази на ехидната. Мъжките се различават от женските по това, че мъжките имат израстък на всеки заден крак, близо до стъпалото. Някои индивиди имат нокти на всеки пръст, но в повечето случаи ноктите присъстват само на средните три от общо пет пръста. Имат нокти и на краката, като предните нокти са от най-голямо значение, тъй като с тях те ровят за храна.
Тежи 6-16 кг (средно 9 кг), като женската има тегло 7,4-9,8 кг (средно 8,2 кг), а мъжката проехидна — 5,9-8 кг (средно 7 кг). Има бодли с различна дължина по гърба, опашката и двете външни страни на тялото си. Човката е тръбовидна, а устата е много малка с дълъг и бързоподвижен език. Няма зъби, но има „шипове“ (рогови зъбоподобни проекции на езика).

## Разпространение
Проехидната се среща само в Нова Гвинея. Тя обитава влажните планински гори, но някои индивиди живеят във високопланинските ливади. Не живее по крайбрежието и не се среща в северната част на острова при надморска височина под 1200 м. Срещани са проехидни на надморска височина от 4150 метра, както и в дъждовни гори с надморска височина 600 метра.

## Начин на живот и хранене
Храни се почти единствено с дъждовни червеи, но яде и други безгръбначни. Когато ги яде, проехидната първо ги поема чрез човката. Силният език се издава и обгръща червея. Докато червеят се издърпва в устата, езикът на проехидната държи червея здраво със своите шипове. Проехидната яде още термити и ларвите на други насекоми, както и понякога мравки.
Активна е главно през нощта. Живеят поединично. Подслонява се в кухи дънери, в кухини под корени или скали, и в дупки в земята.

## Размножаване
Не се знае много за размножаването на проехидната, но вероятно механизмът е сходен с този на същинската ехидна. Честотата на размножаване, ухажването и възможните мъжки родителски грижи не са известни. Размножителният период на проехидната е през юли. Женската обикновено снася едно яйце в торбичката си.
Ехидната и птицечовката се различават от другите бозайници по това, че черупчестите яйца, които снасят, се мътят и излюпват извън тялото на майката. Яйцата са с мека черупка и се излюпват след 10 дни, като малкото остава в кожената торбичка на коремната страна на майката около 6 месеца, за да се храни с нейното мляко.

## Допълнителни сведения
Рекордът за най-възрастна известна проехидна е на индивид, живял 30 години и 8 месеца. Месото на проехидната се използва за храна от населението на Нова Гвинея. Има потни жлези по цялото си тяло.
В Австралия и Тасмания са намерени фосили от плейстоцена на проехидната. Днес нито един индивид от този вид не живее извън пределите на Нова Гвинея. Вероятно проехидната е изчезнала от Австралия поради промените в климата, които довели до намаляване на броя на дъждовните червеи.
Според Червената книга, проехидната е уязвим вид. Застрашаването на вида е следствие от ловуването му с обучени кучета от жителите на Нова Гвинея, както и от загубата на естествения горски ареал.
Подобно на таралежите, краката на проехидната могат да бъдат събрани, а бодлите да се изправят.
Има изключително голям мозък и е сравнително интелигентно животно, което е нетипично за влечуговидните бозайници.

## Природозащитен статут
- 1970-те: неопределен
- 1980-те: уязвим
- 1994: застрашен
- 1996-2004: застрашен
- След 2004: критично засрашен